# Canton de Caudry
Le canton de Caudry est une circonscription électorale française du département du Nord créée par le décret du 17 février 2014. Il tient lieu de circonscription d'élection des conseillers départementaux et entre en vigueur lors des élections départementales de 2015.

## Histoire
Un nouveau découpage territorial du Nord entre en vigueur à l'occasion des premières élections départementales suivant le décret du 17 février 2014. Les conseillers départementaux sont, à compter de ces élections, élus au scrutin majoritaire binominal mixte. Les électeurs de chaque canton élisent au Conseil départemental, nouvelle appellation du Conseil général, deux membres de sexe différent, qui se présentent en binôme de candidats. Les conseillers départementaux sont élus pour 6 ans au scrutin binominal majoritaire à deux tours, l'accès au second tour nécessitant 12,5 % des inscrits au 1er tour. En outre la totalité des conseillers départementaux est renouvelée. Ce nouveau mode de scrutin nécessite un redécoupage des cantons dont le nombre est divisé par deux avec arrondi à l'unité impaire supérieure si ce nombre n'est pas entier impair, assorti de conditions de seuils minimaux. Dans le Nord, le nombre de cantons passe ainsi de 79 à 41.
Le canton de Caudry est formé de communes des anciens cantons de Carnières (12 communes), de Solesmes (16 communes), de Cambrai-Est (4 communes) et de Clary (1 commune). Il est entièrement inclus dans l'arrondissement de Cambrai. Le bureau centralisateur est situé à Caudry.

## Représentation
| Période élective | Période élective | Mandat | Mandat   | Identité                               | Nuance | Nuance | Qualité |
| ---------------- | ---------------- | ------ | -------- | -------------------------------------- | ------ | ------ | --- |
| 2015             | 2021             | 2015   | en cours | Guy Bricout                            |        | UDI    | Directeur divisionnaire des impôts Député de la Dix-huitième circonscription du Nord, Président de la CC du Caudrésis - Catésis (2014-2017), maire de Caudry (1995-2017) Conseiller général du Canton de Clary (1994-2015) |
| 2015             | 2021             | 2015   | en cours | Anne-Sophie Lécuyer                    |        | DVD    | Artisane, Solesmes Élue à la Chambre de Métiers et d'Artisanat des Hauts-de-France Conseillère régionale des Hauts-de-France                                                                                               |
| 2021             | 2028             | 2021   | en cours | Anne-Sophie Boisseaux                  |        | DVD    | Conseillère sortante |
| 2021             | 2028             | 2021   | en cours | Frédéric Bricout (fils de Guy Bricout) |        | DVD    | Maire de Caudry |

### Résultats détaillés

#### Élections de mars 2015
À l'issue du 1er tour des élections départementales de 2015, deux binômes sont en ballottage : Guy Bricout et Anne-Sophie Lécuyer (Union de la Droite, 35,86 %) et Jean Danjou et Mélanie Disdier (FN, 32,41 %). Le taux de participation est de 52,58 % (20 194 votants sur 38 403 inscrits) contre 46,81 % au niveau départemental et 50,17 % au niveau national.
Au second tour, Guy Bricout et Anne-Sophie Lécuyer (Union de la Droite) sont élus avec 59,75 % des suffrages exprimés et un taux de participation de 50,58 % (10 566 voix pour 19 423 votants et 38 402 inscrits).

#### Élections de juin 2021
Le premier tour des élections départementales de 2021 est marqué par un très faible taux de participation (33,26 % au niveau national). Dans le canton de Caudry, ce taux de participation est de 31,97 % (12 075 votants sur 37 764 inscrits) contre 30,39 % au niveau départemental. À l'issue de ce premier tour, deux binômes sont en ballottage : Anne-Sophie Boisseaux et Frédéric Bricout (Union au centre et à droite, 54,7 %) et Mathias Desweemer et Ghislaine Lefebvre (RN, 29,38 %).
Le second tour des élections est marqué une nouvelle fois par une abstention massive équivalente au premier tour. Les taux de participation sont de 34,36 % au niveau national, 31,01 % dans le département et 32,37 % dans le canton de Caudry. Anne-Sophie Boisseaux et Frédéric Bricout (Union au centre et à droite) sont élus avec 67,42 % des suffrages exprimés (7 594 voix pour 12 225 votants et 37 766 inscrits),,.

## Composition
Le canton de Caudry comprend trente-trois communes entières.
| Nom                            | Code Insee | Intercommunalité          | Superficie (km2) | Population (dernière pop. légale) | Densité (hab./km2) | Modifier                                    |
| ------------------------------ | ---------- | ------------------------- | ---------------- | --------------------------------- | ------------------ | ------------------------------------------- |
| Caudry (bureau centralisateur) | 59139      | CA du Caudrésis - Catésis | 12,94            | 14 032 (2022)                     | 1 084              | modifier les données · modifier les données |
| Avesnes-les-Aubert             | 59037      | CA du Caudrésis - Catésis | 9,01             | 3 584 (2022)                      | 398                | modifier les données · modifier les données |
| Beaurain                       | 59060      | CC du Pays solesmois      | 1,01             | 233 (2022)                        | 231                | modifier les données · modifier les données |
| Beauvois-en-Cambrésis          | 59063      | CA du Caudrésis - Catésis | 3,52             | 1 948 (2022)                      | 553                | modifier les données · modifier les données |
| Bermerain                      | 59069      | CC du Pays solesmois      | 6,66             | 778 (2022)                        | 117                | modifier les données · modifier les données |
| Béthencourt                    | 59075      | CA du Caudrésis - Catésis | 5,15             | 697 (2022)                        | 135                | modifier les données · modifier les données |
| Bévillers                      | 59081      | CA du Caudrésis - Catésis | 4,79             | 537 (2022)                        | 112                | modifier les données · modifier les données |
| Boussières-en-Cambrésis        | 59102      | CA du Caudrésis - Catésis | 4,82             | 450 (2022)                        | 93                 | modifier les données · modifier les données |
| Cagnoncles                     | 59121      | CA de Cambrai             | 6,23             | 662 (2022)                        | 106                | modifier les données · modifier les données |
| Capelle                        | 59127      | CC du Pays solesmois      | 5,07             | 136 (2022)                        | 27                 | modifier les données · modifier les données |
| Carnières                      | 59132      | CA du Caudrésis - Catésis | 8,13             | 987 (2022)                        | 121                | modifier les données · modifier les données |
| Cauroir                        | 59141      | CA de Cambrai             | 5,61             | 575 (2022)                        | 102                | modifier les données · modifier les données |
| Escarmain                      | 59204      | CC du Pays solesmois      | 6,40             | 478 (2022)                        | 75                 | modifier les données · modifier les données |
| Estourmel                      | 59213      | CA du Caudrésis - Catésis | 5,45             | 470 (2022)                        | 86                 | modifier les données · modifier les données |
| Haussy                         | 59289      | CC du Pays solesmois      | 16,22            | 1 472 (2022)                      | 91                 | modifier les données · modifier les données |
| Iwuy                           | 59322      | CA de Cambrai             | 12,75            | 3 335 (2022)                      | 262                | modifier les données · modifier les données |
| Montrécourt                    | 59415      | CC du Pays solesmois      | 3,56             | 227 (2022)                        | 64                 | modifier les données · modifier les données |
| Naves                          | 59422      | CA de Cambrai             | 5,19             | 623 (2022)                        | 120                | modifier les données · modifier les données |
| Quiévy                         | 59485      | CA du Caudrésis - Catésis | 6,86             | 1 800 (2022)                      | 262                | modifier les données · modifier les données |
| Rieux-en-Cambrésis             | 59502      | CA de Cambrai             | 7,66             | 1 432 (2022)                      | 187                | modifier les données · modifier les données |
| Romeries                       | 59506      | CC du Pays solesmois      | 6,01             | 480 (2022)                        | 80                 | modifier les données · modifier les données |
| Saint-Aubert                   | 59528      | CA du Caudrésis - Catésis | 8,12             | 1 563 (2022)                      | 192                | modifier les données · modifier les données |
| Saint-Hilaire-lez-Cambrai      | 59533      | CA du Caudrésis - Catésis | 6,41             | 1 557 (2022)                      | 243                | modifier les données · modifier les données |
| Saint-Martin-sur-Écaillon      | 59537      | CC du Pays solesmois      | 5,30             | 492 (2022)                        | 93                 | modifier les données · modifier les données |
| Saint-Python                   | 59541      | CC du Pays solesmois      | 7,43             | 985 (2022)                        | 133                | modifier les données · modifier les données |
| Saint-Vaast-en-Cambrésis       | 59547      | CA du Caudrésis - Catésis | 4,42             | 855 (2022)                        | 193                | modifier les données · modifier les données |
| Saulzoir                       | 59558      | CC du Pays solesmois      | 10,10            | 1 685 (2022)                      | 167                | modifier les données · modifier les données |
| Solesmes                       | 59571      | CC du Pays solesmois      | 23,25            | 4 193 (2022)                      | 180                | modifier les données · modifier les données |
| Sommaing                       | 59575      | CC du Pays solesmois      | 3,60             | 398 (2022)                        | 111                | modifier les données · modifier les données |
| Vendegies-sur-Écaillon         | 59608      | CC du Pays solesmois      | 6,57             | 1 123 (2022)                      | 171                | modifier les données · modifier les données |
| Vertain                        | 59612      | CC du Pays solesmois      | 5,78             | 524 (2022)                        | 91                 | modifier les données · modifier les données |
| Viesly                         | 59614      | CC du Pays solesmois      | 10,67            | 1 364 (2022)                      | 128                | modifier les données · modifier les données |
| Villers-en-Cauchies            | 59622      | CA de Cambrai             | 8,94             | 1 148 (2022)                      | 128                | modifier les données · modifier les données |
| Canton de Caudry               | 5911       |                           | 243,63           | 50 823 (2022)                     | 209                | modifier les données                        |

## Démographie
En 2022, le canton comptait 50 823 habitants, en évolution de −2,84 % par rapport à 2016 (Nord : +0,51 %, France hors Mayotte : +2,11 %).
| 2013   | 2018   | 2022   |
| ------ | ------ | ------ |
| 52 418 | 51 853 | 50 823 |